# 柯克·埃斯沃多
柯克·埃斯沃多（Kirk M. Acevedo，1971年11月27日—）是美國的一位演員。他著名的作品包括在《監獄風雲》中飾演Miguel Alvarez角色，以及在兄弟連中飾演Joe Toye。

## 對外鏈結
- Kirk Acevedo在互联网电影资料库（IMDb）上的資料（英文）
- 柯克·埃斯沃多的X（前Twitter）